# Otto Drescher
Otto Johann Drescher (Nikl, 5 oktober 1895 - Jacelli, aan de Memel, 13 augustus 1944) was een Duitse officier en Generalleutnant  tijdens de Tweede Wereldoorlog. 

## Leven
Op 5 oktober 1895 werd Otto Drescher geboren in Nikl. Vanaf 1910 diende hij voor vier jaren in het infanterie-cadetten-korps in Liebenau bij Graz.

### Eerste Wereldoorlog
Hierna trad Drescher op 1 augustus 1914 als Fähnrich in dienst van het k.u.k. Feldjäger-Bataillon 25 (Brunn). Op 1 januari 1915 werd hij bevorderd tot Leutnant. Tijdens de aanval op Maziarka-Opktorin werd hij op 22 juni 1915 zwaargewond door een kogel in de borst. Na zijn genezing werd hij compagniecommandant in het Duitse Sturm-Bataillon V.
Drescher werd op 1 november 1916 bevorderd tot Oberleutnant. Op 1 januari 1917 werd hij als officier-instructie ingezet in het Sturm-Bataillon van het XVIII. Armeekorps. Vanaf 4 februari 1917 volgde zijn benoeming tot commandant van het bataljon. Kort hierna volgde op 19 april 1917 zijn aanstelling weer als compagniecommandant van het Sturm-Bataillon in het 2. Armee  (2e Leger).
Tijdens gevechten bij Konichy, raakte Drescher op 16 juli 1917 zwaargewond door een schot in zijn borst. Vanaf 1 oktober 1917 werd hij geplaatst in het Sturm-Bataillon 25. In dezelfde functie ging hij vanaf 17 maart 1918 naar het Jäger Battalion 25.
Op 26 mei 1918 werd Drescher tijdens gevechten om de Tonalepas, door een schotwond aan het hoofd, maar ook verschillende schotwonden door zijn armen, benen en heupen gewond. Na zijn genezing, werd hij als regimentsadjudant op 30 september 1918 geplaatst in het Jäger-Regiment 1, en vanaf 1 december 1918 als adjudant in het Oostenrijkse Jäger-Bataillon 1.
Als Zugführer  (pelotonscommandant) diende hij in de Jäger-Kompanie van het Duitse Vrijkorps von Hülsen, en vanaf 1 april 1919 in de Reichswehr.
Vanaf 12 mei 1919 tot 15 mei 1920 was hij Zugführer in het Garde-Jäger-Bataillon van het Reichswehr-Jäger-Bataillons 3. Aansluitend verliet hij op 15 mei 1920 de Reichsheer.

### Interbellum
Op 7 juni 1920 trad Drescher als Polizei-Oberleutnant in dienst van de Sicherheitspolizei  (veiligheidspolitie) Düsseldorf. In 1923 werd hij geplaatst bij de Polizeiverwaltung Wuppertal. Op 1 oktober 1926 werd Drescher bevorderd tot Polizei-Hauptmann. Kort na zijn bevordering, werd hij overgeplaatst naar de Schutzpolizei Duisburg. Hij werd vanaf 7 mei 1933 als bewerker geplaatst in de staf van de Landespolizei-Inspektion West (Düsseldorf). Op 1 september 1933 werd Descher bevorderd tot Polizei-Major. Als bewerker wisselde hij in dezelfde functie begin oktober 1935 naar de Landespolizei-Inspektion Süd  (Stuttgart/Pforzheim).
Op 16 maart 1936 werd hij van de politiedienst overgeheveld in de Wehrmacht, en geplaatst bij de staf van de Heeresdienststelle 7 (Freiburg). Met ingang van 1 mei 1936 werd Drescher bevorderd tot Major, en geplaatst bij de staf van het Infanterie-Regiment 59   (59e Infanterieregiment) (Hildesheim).
Vanaf 1 oktober 1936 werd hij benoemd tot Kompaniechef  (compagniecommandant). Aansluitend werd Drescher overgeplaatst naar de staf van het nieuw opgerichte Infanterie-Regiments 73  (73e Infanterieregiment) (Hannover) in de 19. Infanterie-Division  (19e Infanteriedivisie), om bij het 73ste benoemd te worden tot Kompaniechef op 1 april 1937.
Van 2 juni 1937 tot 12 juni 1937 volgde hij een leergang voor bataljonscommandanten aan de Infanterieschool Döberitz. Op 12 oktober 1937 werd Drescher benoemd tot commandant van het 2e bataljon van het Infanterie-Regiments 74  (74e infanterieregiment) (Bergen), waar hij op 1 april 1938 bevorderd werd tot Oberstleutnant.
Tijdens een divisie-oefening in Bergen op 16 september 1938 viel Drescher van zijn paard, en werd ongeschikt voor de dienst. Hij werd overgebracht naar het Stadsziekenhuis van Hameln. Hierdoor bleef hij "beperkt goedgekeurd (voor de dienst)" en werd daarom ingezet in de binnendienst.

### Tweede Wereldoorlog
Op 12 februari 1940 nam Drescher als commandant het commando over het 1e bataljon bij het nieuw opgestelde Infanterie-Regiment 517  (517e Infanterieregiment) op zich. Hierna werd hij op 5 oktober 1940 belast met de oprichting van het Infanterie-Regiments 434  (434e Infanterieregiment), en nam aansluitend de leiding over het regiment in de 131. Infanterie-Division  (131e Infanteriedivisie) over. Met deze eenheid vocht hij tijdens operatie Barbarossa.
Op 1 april 1941 met Patent  (akte van benoeming) vanaf 1 juni 1940 bevorderd tot Oberst. Voor zijn inzet aan het front, werd Drescher op 30 augustus 1941 voorgedragen voor het Ridderkruis van het IJzeren Kruis, maar deze werd niet toegekend.
Vanaf 20 november 1941 was Drescher voor het herstellen van een stembandverlamming in Duitsland, en gaf in de herfst van 1942 het commando over het 434e Infanterieregiment over.
Op 29 januari 1942 werd hij onderscheiden met het Duitse Kruis in goud als Oberst en commandant van het 434e Infanterieregiment.
In september 1942 werd hij in het Führerreserve (OKH) geplaatst.
Begin maart 1943 tot 8 juni 1943 werd Drescher mit der Führung beauftragt (m. d. F. b.)  (vrije vertaling: met het leiderschap belast) over de 35. Infanterie-Division  (35e Infanteriedivisie). Tegelijkertijd werd hij vanaf half maart 1943 geplaatst in het Führerreserve.
Op 15 mei 1943 werd Drescher bevorderd tot Generalmajor, hierbij werd de Rangdienstalter vastgesteld op 1 juni 1943. Hij nam op 8 juni 1943 het commando weer over van de Generalleutnant Ludwig Merker. Aansluitend nam hij het commando over de 267. Infanterie-Division  (267e Infanteriedivisie), deze divisie bevond zich in de sector rond Mogilew van het XII. Armeekorps  (12e Legerkorps). Ruim een jaar later (juli 1944) werd de divisie verpletterd tijdens operatie Bagration in de omsingeling ten oosten van Minsk.
Op 1 maart 1944 werd hij genoemd in het Wehrmachtsbericht.
Op 20 februari 1944 werd Drescher bevorderd tot Generalleutnant, de Rangdienstalter werd vastgesteld op 1 december 1943. Voor het succes van de divisie, en zijn leiderschapssuccessen bij Mogilew, werd hij op 6 april 1944 onderscheiden met het Ridderkruis van het IJzeren Kruis. Op 13 april 1944 werd het Ridderkruis van het IJzeren Kruis daadwerkelijk uitgereikt aan Drescher.
De resten van de 267e Infanteriedivisie werden in juli 1944 tijdens achterhoedegevechten aan de Memel geheel vernietigd. De 267e Infanteriedivisie werd officieel op 3 augustus 1944 ontbonden.
Overlijden
Er bestaan meerdere versies van het sneuvelen van de generaal Drescher. Hieronder staan ze:
- 1. Midden augustus 1944 sneuvelde Drescher op de lijn tussen Minsk en Koningsbergen/Kaliningrad, ongeveer 200 kilometer ten zuidoosten van Klaipėda (Duits: Memel).
- 2. Een andere versie vermeldt: Memel, 100 kilometer ten zuidwest van de stad Vilnius (Duits: Wilna).
- 3. Het Generalskartei OKH, Generale vermeld: "angeblich von Banditen ermordet" (vrije vertaling: zogenaamd vermoord door bandieten) op 11 november 1944.
- 4. Drescher is gesneuveld nabij Jacelli, aan de Memel, (Jagstellen, Kreis Heydekrug, Regierungsbezirk Gumbinnen, Oost-Pruisen) op 13 augustus 1944[1][2][14].
- 5. Merkinė, Litouwen[3].
- 6. Volgens het boek Bug - Moskwa - Beresina. 267. Infanteriedivision door Dr. Rolf Hinze sneuvelde Drescher in het bos 3 kilometer ten zuiden van Merkinė, op de 12e of 13e augustus 1944. Dit omdat hij al verschillende keren gewond was geraakt, overleed hij door een Lungenschuss (een schot door een long) toen zijn groep van ca. 20 man werd overvallen door Russische troepen.

## Carrière
Drescher bekleedde verschillende rangen in zowel de Deutsche Heer als de Heer. De volgende tabel laat zien dat de bevorderingen niet synchroon liepen.
| Datums           | Deutsche Heer | Polizei              | Heer            |
| ---------------- | ------------- | -------------------- | --------------- |
| 1 augustus 1914  | Fähnrich      | —                    | —               |
| 1 januari 1915   | Leutnant      | —                    | —               |
| 1 november 1916  | Oberleutnant  | —                    | —               |
| 7 juni 1920      | —             | Polizei-Oberleutnant | —               |
| 1 oktober 1926   | —             | Polizei-Hauptmann    | —               |
| 1 september 1935 | —             | Polizei-Major        | —               |
| 16 maart 1936    | —             | —                    | Major           |
| 1 april 1938     | —             | —                    | Oberstleutnant  |
| 1 april 1941:    | —             | —                    | Oberst          |
| 1 juni 1943      | —             | —                    | Generalmajor    |
| 1 december 1943  | —             | —                    | Generalleutnant |

- Samuel W. Mitcham Jr. stelt dat Drescher postuum wordt bevorderd tot Generalleutnant[8]. Wolfgang Keilig schrijft daarentegen dat Drescher bevorderd werd op 1 december 1943.

## Onderscheidingen
Selectie:
- Ridderkruis van het IJzeren Kruis (nr.2878[4]) op 6 april 1944 als Generalleutnant en Commandant van de 267e Infanteriedivisie, Heer[1][2][4][15][16]
- Duitse Kruis in goud op 29 januari 1942 als Oberst en Commandant van het 434e Infanterieregiment, 131e Infanteriedivisie, Heer[1][2][4][15][16]
- IJzeren Kruis 1914, 1e Klasse[4][15] en 2e Klasse[4][15]
- Herhalingsgesp bij IJzeren Kruis 1939, 1e Klasse (2 juli 1940[4][15]) en 2e Klasse (26 september 1939[4][15])
- Erekruis voor Frontstrijders in de Wereldoorlog[1][2][4][15] in 1936[2]
- Erebladgesp op 21 juni 1942 als Oberst en Commandant van het 434e Infanterieregiment, 131e Infanteriedivisie, Heer[15][16]
- Gewondeninsigne 1939 in zilver[2][4][15]
- Karel-Troepen-Kruis[2] op 21 januari 1917[4][15]
- Herinneringsmedaille voor Deelnemers aan de Wereldoorlog (Oostenrijk)[2][4][15]
- Hij werd eenmaal genoemd in het Wehrmachtsbericht. Dat gebeurde op:
- 1 maart 1944[2][4][15][17]